# Кочелаево
Кочелаево (мокш. Коцялай) — село в Ковылкинском районе Республики Мордовия Российской Федерации. Село расположено в 13 км от административного центра района — города Ковылкино на берегу реки Мокши.

## История
Расположено на р. Мокше, в 15 км от районного центра и железнодорожной станции Ковылкино. Название-антропоним: от дохристианского имени Каця с топоформантом ляй («река»). Это имя упоминается в «Книге письма и дозору Ивана Усова да Ильи Дубровского в 1614 году». В писцовых книгах 1615—1617 гг. указывается на заселение Кочелаева в 16 в. В Пензенской губернии село относилось к Наровчатскому уезду, а впервые упоминается в писцовых книгах за 1615—1617 гг. По данным 1744 г., в Кочелаеве зафиксированы 552 души мужского пола. В «Списке населённых мест Пензенской губернии» 1869 года сообщается, что в селе было 546 дворов, была почтовая станция, ярмарка, базар, пристань, 4 поташных завода и 2 маслобойни.
В Кочелаево было 2 школы: женская земская трехклассная и мужская трехклассная, затем мужская школа была преобразована в «министерскую двух-классную школу».
В 1939 г. в Кочелаеве был создан колхоз «Красная нива», переименованный в «Авангард», позднее — им. Сталина, с 1960 г. — «Россия». С 1949 г. Кочелаево — центр Кочелаевского района; в 1959 г. его территория была передана Инсарскому и Ковылкинскому районам. В 1996 г. в селе был образован СХПК «Союз».
В современном Кочелаеве — кирпичный завод, филиал республики картинной галереи, культурно-спортивный комплекс с Домом культуры, библиотекой, школой искусств, кинозалом, спортзалом, средняя школа, школа-интернат, участковая больница, аптека, Дом быта, столовая, отделение связи, ветпункт, сберкасса; памятник воинам, погибшим в годы Великой Отечественной войны; церковь Живоносного Источника. Кочелаево — родина художников Ф. В. Сычкова (здесь находится Дом-музей Ф. В. Сычкова), В. А. Беднова, педагогов Е. Ф. Румянцевой, Я. А. Архипкина. Возле Кочелаева — городище городецкой культуры, 3 поселения бронзового века и железного века. В Кочелаевскую сельскую администрацию входят д. Буды (27 чел.) и пос. Красный Яр (17 чел.).

## Люди, связанные с селом
- Сычков, Федот Васильевич — художник, родился в Кочелаеве[1] в 1870 году.

## Достопримечательности
C 1970 года в селе открыт «мемориальный дом-музей Федота Васильевича Сычкова» — филиал Мордовского республиканского музея изобразительных искусств имени С. Д. Эрьзи.